# Karenz
Karenz es un municipio situado en el distrito de Ludwigslust-Parchim, en el estado federado de Mecklemburgo-Pomerania Occidental (Alemania), a una altura de 50 metros. Su población a finales de 2016 era de 230 habs. y su densidad poblacional, 34 hab/km².